# Irena Laskowska
Irena Laskowska (ur. 15 marca 1925 w  Mieżanach na Wileńszczyźnie, zm. 6 grudnia 2019 w Warszawie) – polska aktorka teatralna, filmowa i telewizyjna. Siostra operatora Jana Laskowskiego i kierownika produkcji Jerzego Laskowskiego, żona Mieczysława Piotrowskiego.

## Życiorys

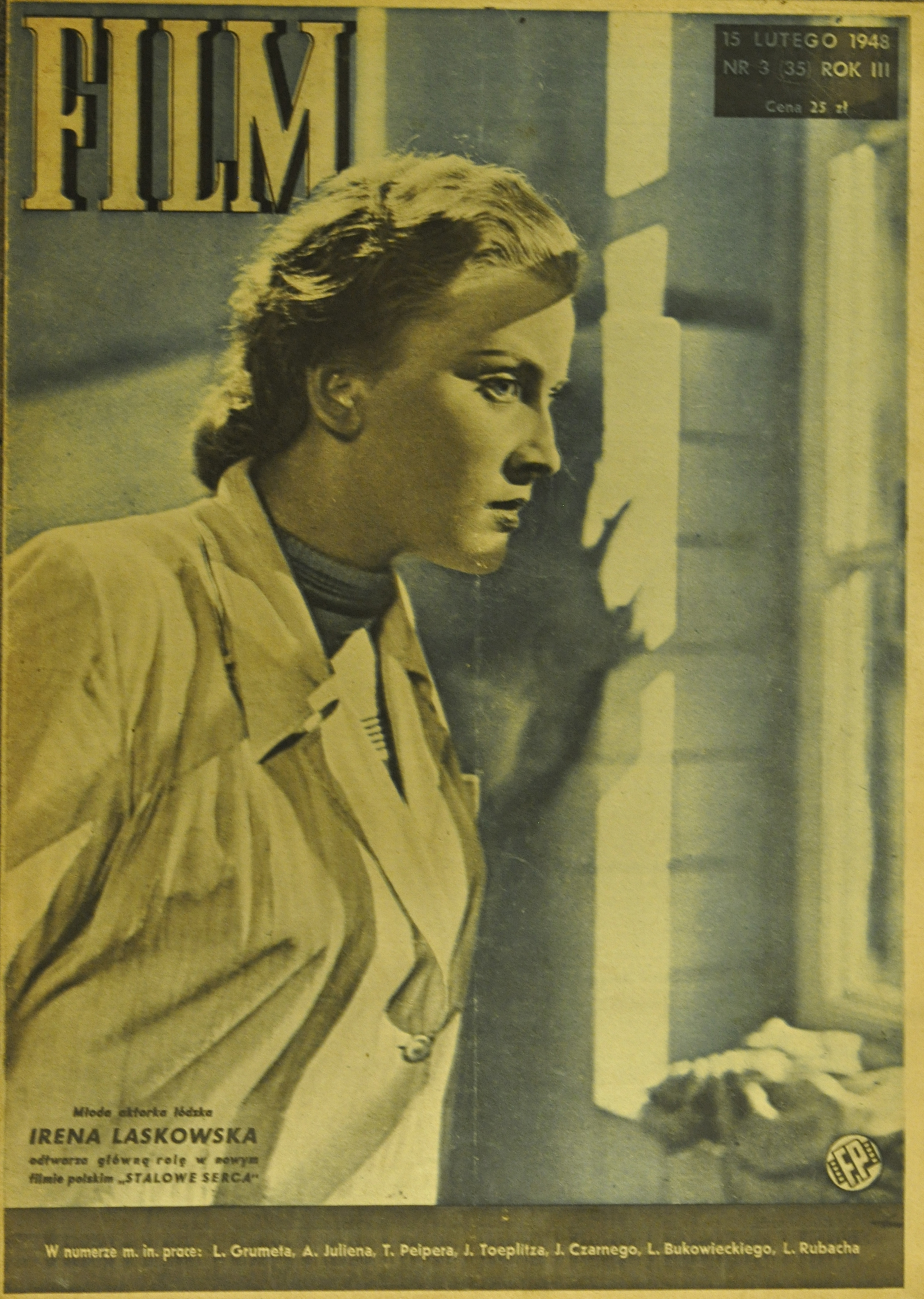
Irena Laskowska na okładce Filmu Nr 35 z 1948 roku

W 1945 roku, czyli dwa lata przed ukończeniem studiów na Wydziale Aktorskim warszawskiej PWST (ówcześnie z siedzibą w Łodzi), zadebiutowała na deskach teatralnych. Na początku była związana z łódzkim Teatrem Wojska Polskiego (1947–1949), a od 1949 roku występowała w teatrach warszawskich: Narodowym (1949–1953), Domu Wojska Polskiego (1953–1957), Dramatycznym (1957–1959), Polskim (1959–1963), Klasycznym (1963–1972) i Rozmaitości (1972–1989).
W filmie po raz pierwszy zagrała w 1948 roku jako pielęgniarka Danka w wojennych Stalowych sercach. Popularność i uznanie krytyki przyniosła jej kolejna rola – pierwsza główna – w Ostatnim dniu lata Tadeusza Konwickiego, najtańszej produkcji fabularnej w historii polskiego kina. Stworzyła portret dojrzałej, nieufnej i samotnej kobiety, w której zakochuje się młodszy mężczyzna (Jan Machulski). Mimo iż film został doceniony za granicą – jako pierwszy polski obraz otrzymał nagrodę na międzynarodowym festiwalu (Grand Prix w Wenecji) – Laskowska przez długi czas nie darzyła go sympatią. Nie była zadowolona ze współpracy z reżyserem, nie zachwycił jej scenariusz, m.in. krytykowała scenę, w której jej bohaterka wychodzi z morza nago.
U Konwickiego wystąpiła jeszcze w Salcie jako prowincjonalna wróżka. Później grała drugoplanowe i epizodyczne role, wcielając się w postacie dostojnych matek, ciotek, życzliwych przyjaciółek, urzędniczek, nauczycielek, właścicielek dworków. Pojawiała się w filmach, m.in. Andrzeja Wajdy (Wszystko na sprzedaż, Polowanie na muchy, Człowiek z marmuru), produkcjach dla młodzieży oraz w komediach i serialach. W 2003 roku, po piętnastoletniej przerwie, powróciła na duży ekran w roli pobożnej pani Amelii w Pornografii Jana Jakuba Kolskiego. Została pochowana na Cmentarzu Wojskowym przy ul. Powązkowskiej 43/45 w Warszawie, kwatera B35, rząd 5, grób 7.

## Filmografia
- 1948: Stalowe serca jako pielęgniarka Danka
- 1958: Ostatni dzień lata jako ona
- 1960: Krzyżacy jako księżna Aleksandra
- 1962: Gangsterzy i filantropi jako szefowa lokalu
- 1962: Mężczyźni na wyspie jako Magdalena
- 1965: Salto jako wróżka Cecylia
- 1968: Człowiek z M-3 jako sąsiadka Piechockiego z dołu
- 1968: Wszystko na sprzedaż jako żona leśniczego
- 1969: Polowanie na muchy jako żona redaktora naczelnego pisma „On i Ona”
- 1970: Dzięcioł jako sąsiadka
- 1974: Czterdziestolatek jako kioskarka (odc. 3)
- 1975: Doktor Judym jako wiejska kobieta
- 1975: Dom moich synów jako Gralczakowa, sąsiadka Góreckiej
- 1976: Człowiek z marmuru jako pracownica Muzeum Narodowego
- 1976: Polskie drogi (serial, odc. 1 i 8) jako właścicielka dworku
- 1977: Nie zaznasz spokoju jako Irena Kaczmarkowa, matka Bożeny
- 1979: Godzina „W” jako matka Teresy
- 1979: Gazda z Diabelnej jako opiekunka Ryśka
- 1981: Białe tango jako matka Joli (odc. 2)
- 1985: Bariery jako matka Anny
- 1985: Och, Karol jako Zosia, ciotka Karola
- 1986: Pierścień i róża
- 1987: Rzeka kłamstwa jako Sanuszowa
- 1988: Obywatel Piszczyk jako matka Piszczyka
- 1988: Bliskie spotkania z wesołym diabłem jako nauczycielka
- 1988: Przyjaciele wesołego diabła jako nauczycielka (odc. 1 i 2)
- 1989: Ostatni dzwonek jako bibliotekarka
- 1990: Maria Curie (serial) jako pracodawczyni Marii
- 2003: Pornografia jako pani Amelia, matka Wacława

### Polski dubbing
- 1976: Ja, Klaudiusz jako Antonia

## Odznaczenia i nagrody
- Krzyż Kawalerski Orderu Odrodzenia Polski (1987)
- Złoty Krzyż Zasługi (1979)
- Medal 10-lecia Polski Ludowej (1955)
- Medal 40-lecia Polski Ludowej (1986)
- Odznaka „Zasłużony Działacz Kultury” (1986)